# Raphaël Defour
Raphaël Defour est un comédien, chanteur et performeur français né le 30 avril 1976.

## Biographie
Raphaël Defour est un comédien de théâtre et de cinéma. Formé à La Scène sur Saône, il y rencontre Jean-Pierre Bacri qui lui offre son premier rôle au cinéma dans Le Goût des autres.
Par la suite, il est interprète pour des chorégraphes et metteurs en scène comme Pierre Huygue, Yoann Bourgeois, Bruno Meyssat, Yves-Noël Genod, Massimo Furlan, Arpad Shilling, Yuval Pick ou Laurent Fréchuret.
Il est chanteur des groupes Chevignon, Immortel, Cougar Discipline et Amour Fou.
Il dirige deux compagnies, Microserfs, à Lyon et Points de Suture avec Marika Dreistadt, à Lausanne, qui lui permet de développer un travail autour de la performance et des écritures contemporaines.
Il participe à la re-création de l'école La Scène sur Saône à Saint-Etienne.

## Spectacles

### Interprète
- 2001 : Der Erzähler d'après Walter Benjamin, mise en scène Éric Vautrin, Théâtre Les Ateliers (Lyon)[9]
- 2002 : Une ritournelle, mise en scène Éric Vautrin, Les Subsistances (Lyon)
- 2003 : Définitif Bob d'après Anne Portugal, mise en scène Éric Vautrin, Théâtre Les Ateliers (Lyon)
- 2005 : Blanche-Neige de Hans Hartje et Robert Walser, mise en scène Olivier Rey, Théâtre Les Ateliers (Lyon)[10]
- 2005 : Les Amours d'après Stacy Doris, mise en scène Éric Vautrin, Théâtre Les Ateliers (Lyon)[11]
- 2006 : En ordre de Bataille d’Alain Jugnon, mise en scène Gilles Chavassieux, Théâtre Les Ateliers (Lyon)[12]

- 2008 : Novo de Daniel Foucard, mise en scène Raphaël Defour, Point Éphémère, Comédie de Saint-Etienne[13]
- 2010 : Richard III, conception Raphaël Defour
- 2012 : La Ballade du vieux marin, II, d'après Samuel Taylor Coleridge, mise en scène Catherine Hargreaves
- 2013 : Dom Juan d'après Molière, mise en scène Thierry Bordereau, Théâtre du Vellein (Villefontaine)[14]
- 2014 : La mort de Danton de Georg Büchner, mise en scène Yann Lheureux, Théâtre de L'Elysée (Lyon)[15]

- 2014 : Tombé de Bruno Boëglin et Romain Laval, mise en scène Bruno Boëglin, TnBA[16]
- 2015 : Quoi, conception Marc Vittecoq, Théâtre de la Cité Internationale
- 2016 : La Mélopée du petit barbare de Julien Mages, mise en scène de l'auteur, L'Arsenic[17]
- 2016 : Dialogue de Yoann Bourgeois
- 2016 : Minuit et demi de Yoann Bourgeois, Théâtre de la Ville[18]
- 2017 : La Crèche de François Hien, mise en scène François Hie et Arthur Fourcade

- 2017 : La Mécanique de l'histoire de Yoann Bourgeois
- 2018 : Tréplev de Julien Mages, mise en scène de l'auteur
- 2018 : Ce qui reste d’Eva Bondon, mise en scène Céline Bertin
- 2018 : Les Morts intranquilles d’Aristide Tarnagda, mise en scène Sylvie Mongin-Algan

- 2018 : Histoires naturelles de Yoann Bourgeois, Le CentQuatre[19]
- 2018 : Paresse, conception Raphaël Defour et Clara Lespine
- 2019 : J'irai demain couvrir ton ombre de Julien Mages, mise en scène de l'auteur, L'Arsenic[20]
- 2019 : That Moment de Nicoleta Esinencu, mise en scène Cécile Vernet, Théâtre Le Verso (Saint-Étienne)[21]
- 2019 : Michelle, mise en scène Raphaël Defour et Marika Dreistadt, L'Arsenic[22],[23]
- 2020 : Arrête avec tes mensonges d'après Philippe Besson, mise en scène Angélique Clairand et Éric Massé, Théâtre de la Tempête[24]
- 2020 : Dangereuses de Ariane Moret, mise en scène de l'auteure
- 2020 : Du cœur d'après John Cassavetes, mise en scène Yann Lheureux, Le théâtre de la Cité[25]
- 2021 : La femme du boulanger de Jean Giono, mise en scène Marie-Paule Laval[26], Comédie Odéon (Lyon)[27]
- 2021 : Irina de Irina Bialek, mise en scène Marika Dreistadt, L'Arsenic, La Comédie de Genève[28]
- 2021 : Da Love Tape, conception Raphaël Defour, Théâtre des Célestins (Lyon) [29]
- 2021 : Immortels, conception Raphaël Defour et Yôko Higashi
- 2022 : Vieux Blond de Gianni-Grégory Fornet, mise en scène de l'auteur, CNAREP (La Rochelle) et tournée[30]

### Metteur en scène
- 2008 : Novo de Daniel Foucard, mise en scène Raphaël Defour, Point Éphémère, Comédie de Saint-Etienne[13]
- 2009 : Spécial K, conception Raphaël Defour, Théâtre de L'Elysée (Lyon)[31]
- 2010 : Richard III, conception Raphaël Defour
- 2011 : La Chevauchée sur le lac de Constance de Peter Handke, mise en scène Raphaël Defour, Théâtre de L'Elysée (Lyon)[32]
- 2013 : Da Love Tape, mise en scène Raphaël Defour, Les Urbaines (Lausanne) [33]
- 2014 : France sauvage, mise en scène Raphaël Defour, Théâtre de L'Elysée (Lyon)[34]
- 2017 : Merci la nuit, d'après Jules Michelet, mise en scène Raphaël Defour, Théâtre des Célestins (Lyon)[35]
- 2018 : Paresse, conception Raphaël Defour et Clara Lespine
- 2019 : Michelle, mise en scène Raphaël Defour et Marika Dreistadt, L'Arsenic (Lausanne)
- 2021 : Black Hole, d'après Charles Burns, conception Raphaël Defour, Dix dans un pré (Claveisolles)[36]
- 2021 : Immortels, conception Raphaël Defour et Yôko Higashi

## Filmographie

### Cinéma
- 2000 : Le Goût des autres de Agnès Jaoui : Benoit
- 2005 : Je vous trouve très beau de Isabelle Mergault : Nicolas
- 2009 : Demain dès l'aube de Denis Dercourt
- 2015 : Architecture of an Atom de Juliacks

### Télévision
- 2007 : Paris enquêtes criminelles (série) : Le géant du cybercafé
- 2010 : 4 garçons dans la nuit (série) : Yann Dugain
- 2015 : Cherif (série) : Tony
- 2019 : Les Sauvages (série) de Rebecca Zlotowski : Le garde du corps
- 2021 : Laval, le collaborateur de Laurent Heynemann : Gardien Roger

### Clip
- 2018 : Hope de Gaëtan Roussel